# Stina Troest
Stina Troest, Stina Trøst (ur. 17 stycznia 1994) – duńska lekkoatletka specjalizująca się w długich biegach płotkarskich.
Srebrna medalistka biegu na 400 metrów przez płotki podczas igrzysk olimpijskich młodzieży w Singapurze (2010). W 2013 sięgnęła po brąz mistrzostw Europy juniorów w Rieti. W 2015 została wicemistrzynią Europy młodzieżowców. Siódma zawodniczka mistrzostw Starego Kontynentu (2016) oraz piąta na jego halowym odpowiedniku w Belgradzie (2017).
Złota medalistka mistrzostw Danii na różnych dystansach oraz reprezentantka kraju na drużynowych mistrzostwach Europy.
Rekord życiowy w biegu na 400 metrów przez płotki: 55,56 (23 sierpnia 2015, Pekin).

## Osiągnięcia
| Rok  | Impreza                                               | Miejsce        | Konkurencja                     | Lokata     | Wynik   |
| ---- | ----------------------------------------------------- | -------------- | ------------------------------- | ---------- | ------- |
| 2010 | Kwalifikacje Europy do igrzysk olimpijskich młodzieży | Moskwa         | bieg na 400 metrów przez płotki | 1. miejsce | 59,76   |
| 2010 | III liga drużynowych mistrzostw Europy                | Marsa          | bieg na 400 metrów przez płotki | 3. miejsce | 59,73   |
| 2010 | III liga drużynowych mistrzostw Europy                | Marsa          | sztafeta 4 × 400 metrów         | 2. miejsce | 3:44,16 |
| 2010 | Igrzyska olimpijskie młodzieży                        | Singapur       | bieg na 400 metrów przez płotki | 2. miejsce | 58,88   |
| 2013 | II liga drużynowych mistrzostw Europy                 | Kowno          | bieg na 400 metrów przez płotki | 2. miejsce | 57,95   |
| 2013 | Mistrzostwa Europy juniorów                           | Rieti          | bieg na 400 metrów przez płotki | 3. miejsce | 57,41   |
| 2014 | Halowe mistrzostwa świata                             | Sopot          | bieg na 800 metrów              | eliminacje | 2:02,95 |
| 2014 | Mistrzostwa Europy                                    | Zurych         | bieg na 400 metrów przez płotki | półfinał   | 56,81   |
| 2015 | Halowe mistrzostwa Europy                             | Praga          | bieg na 800 metrów              | półfinał   | 2:10,25 |
| 2015 | Młodzieżowe mistrzostwa Europy                        | Tallinn        | bieg na 400 metrów przez płotki | 2. miejsce | 56,01   |
| 2015 | Mistrzostwa świata                                    | Pekin          | bieg na 400 metrów przez płotki | półfinał   | 56,13   |
| 2016 | Mistrzostwa Europy                                    | Amsterdam      | bieg na 400 metrów przez płotki | 7. miejsce | 56,34   |
| 2016 | Igrzyska olimpijskie                                  | Rio de Janeiro | bieg na 400 metrów przez płotki | półfinał   | 56,00   |
| 2017 | Halowe mistrzostwa Europy                             | Belgrad        | bieg na 800 metrów              | 5. miejsce | 2:02,93 |